# Bob Loughman

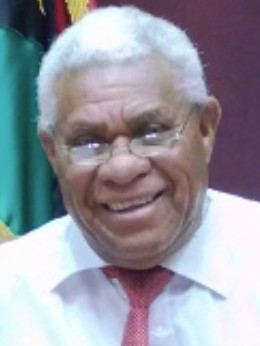
Bob Loughman (2021)

Bob Loughman Weibur (* 8. März 1961 auf der Tanna-Insel, Kondominium Neue Hebriden) ist ein vanuatuischer Politiker der Vanua’aku Pati. Vom 20. April 2020 bis zum 4. November 2022 war Loughman Premierminister von Vanuatu.

## Leben
Loughman wurde 1961 auf Tanna geboren. Seine Schulzeit beendete er mit dem General Certificate of Education, das dem deutschen Fachabitur gleichzusetzen ist. Vor seiner Wahl ins Parlament war er nationaler Koordinator (Direktor) der landwirtschaftlichen Ausbildung. 2004 wurde Loughman zum ersten Mal, für den Wahlkreis Tanna, in das Parlament von Vanuatu gewählt. Vom 23. März 2013 bis zum 11. Juni 2015 war er Minister of Education, zunächst im Kabinett Moana Carcasses bis zu dessen Rücktritt 2014 und danach im Kabinett Natuman. 2018 wurde er zum Minister for Trade, Tourism Industry, Commerce and Investment ernannt. Am 20. April 2020 löste Loughman seinen Vorgänger Charlot Salwai im Amt des Premierministers ab. Dieses Amt begleitete er bis zum 4. November 2022.
Loughman ist Mitglied und zugleich Vorsitzender der Vanua'aku Pati (Our Land Party).